# Jan Václav Prchal
Jan Václav Prchal (17. dubna 1744 Kroměříž – 16. října 1811 Jihlava) byl moravský pozdně barokní sochař působící v Jihlavě.

## Život
Byl synem kroměřížského dvorního sochaře a řezbáře Františka Prchala, u něhož se vyučil řemeslu. Poté pokračoval ve studiu na vídeňské císařské akademii. Do Jihlavy se přistěhoval v roce 1773 a o rok později se zde oženil s Kateřinou Ueberwasserovou. Je autorem pozdně barokních sochařských děl v Jihlavě a na dalších místech Vysočiny.

## Dílo

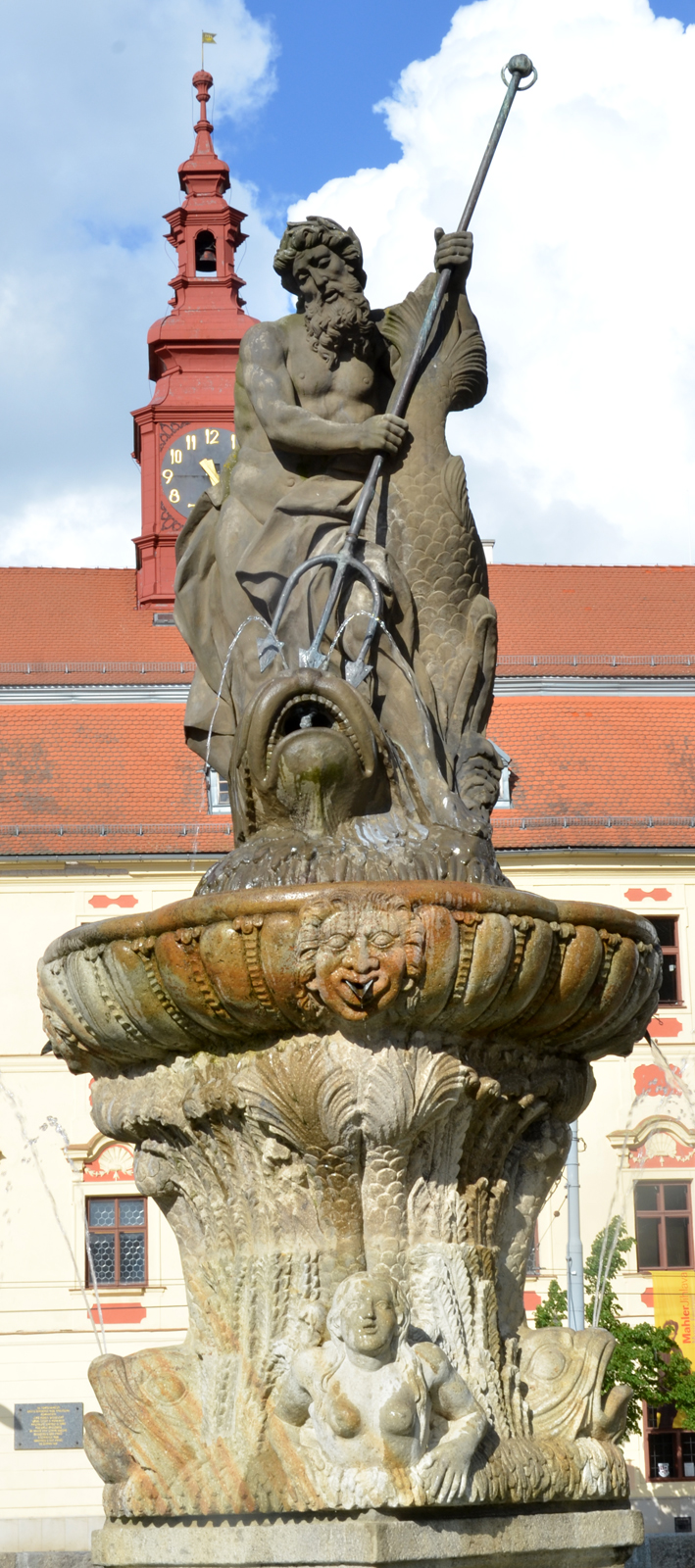
Jan Václav Prchal, Neptunova kašna

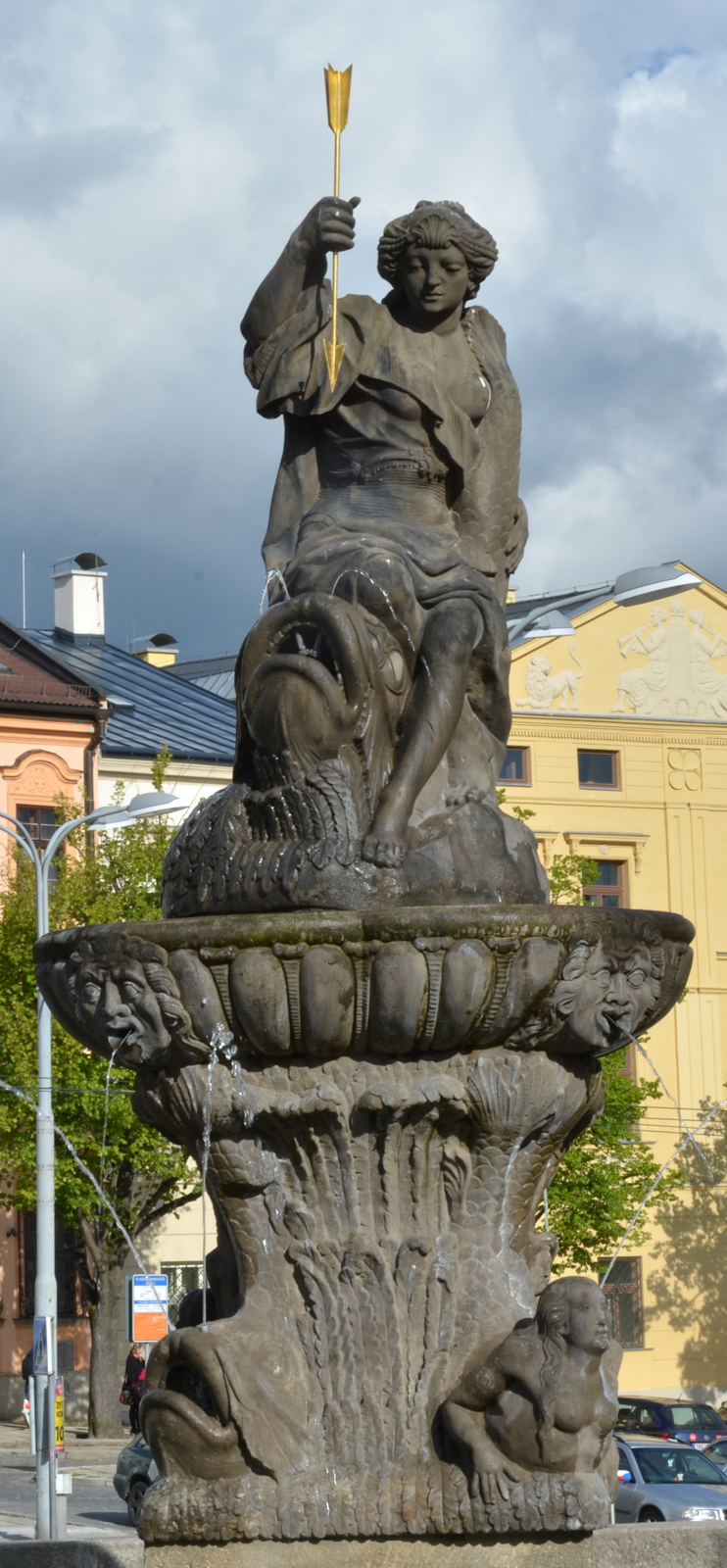
Jan Václav Prchal, kašna Amfitrité

Jeho soubor alegorických soch Jara, Léta, Podzimu, Zimy, Hudby a Tance stál od roku 1775 původně v lipové aleji zámečku Karlův les u Pávova. Po zničení zámku v bojích francouzských, bavorských a rakouských vojsk roku 1806 byly sochy odvezeny. Roku 1895 patřily jihlavskému výrobci kachlů A. Niemetzovi. Dalším vlastníkem byl Vinzenz Inderka, který sochu Tance věnoval doktoru K. Löwovi z Helenína a pět alegorických soch zapůjčil městu k výzdobě městských sadů a posléze roku 1922 prodal Památkovému ústavu. V současné době sochy stojí na nově upraveném prostranství za budovou magistrátu města Jihlavy.
Roku 1791 vytvořil soubor pašijových soch s Kalvárií, které byly původně součástí křížové cesty ke hřbitovu Na Kalvárii. Sochy byly přemístěny roku 1924 a Kalvárie nyní stojí na Jánském kopečku poblíž kostela svatého Jana Křtitele. Zbylé čtyři sochy, představující Krista na Hoře Olivetské, Bičování Krista, Krista Trpitele a Krista nesoucího kříž, jsou umístěny v zahradě minoritského kláštera. Nejvýznamnějšími Prchalovými díly jsou obě kašny na jihlavském Masarykově náměstí s postavami Poseidona, (Neptuna) a Amfitrité, vytvořené v letech 1795–1797. Je rovněž autorem klasicistních náhrobků guberniálního rady Emanuela Zeba z Brachfeldu († 1794) a hrabětě Františka Zikmunda von Rindsmaul († 1799), které jsou deponovány v hřbitovním kostele sv. Ducha).
Kromě Jihlavy se Prchalovy sochy nacházejí také v Dačicích, Třešti a Telči. Je patrně i autorem kamenné kašny se sochou Tritóna držícího na hlavě velkou kamennou mísu s delfínem v Havlíčkově Brodě a dřevořezeb podle předlohy malíře Jana Lukáše Krakera v klášterním kostele v Nové Říši.

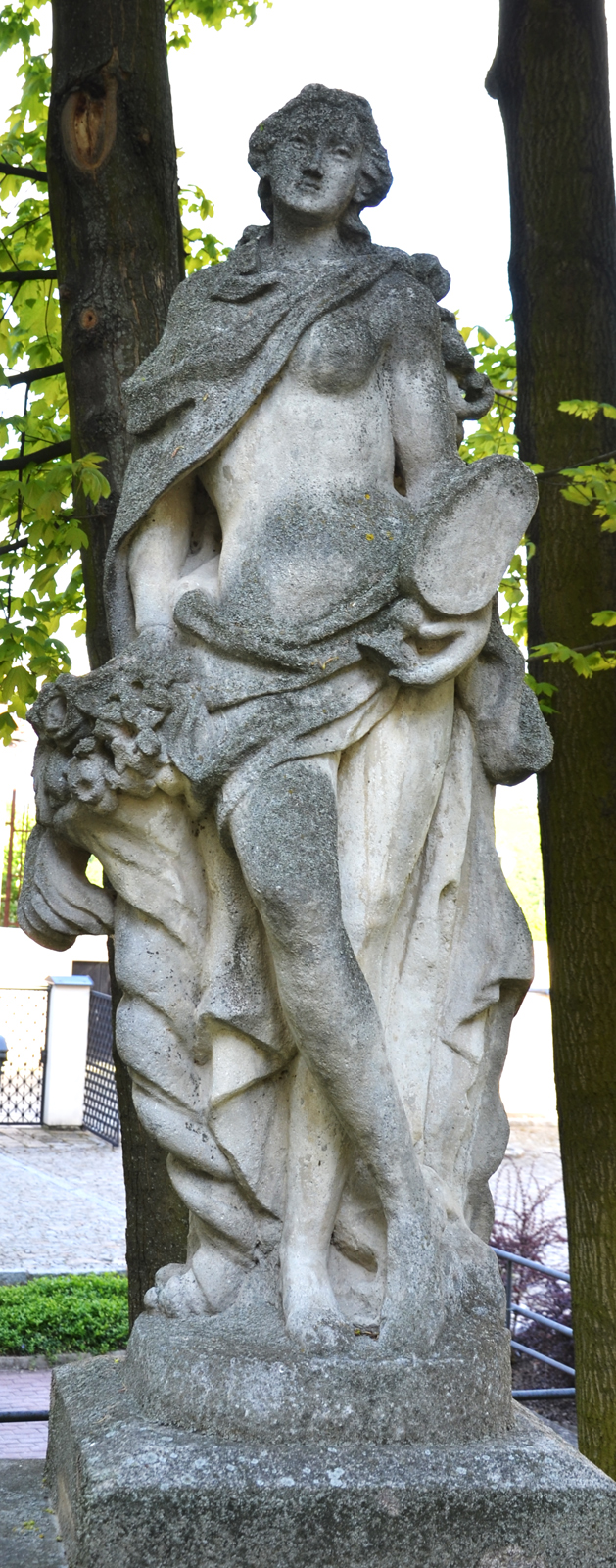
Jan Václav Prchal, alegorie Jara
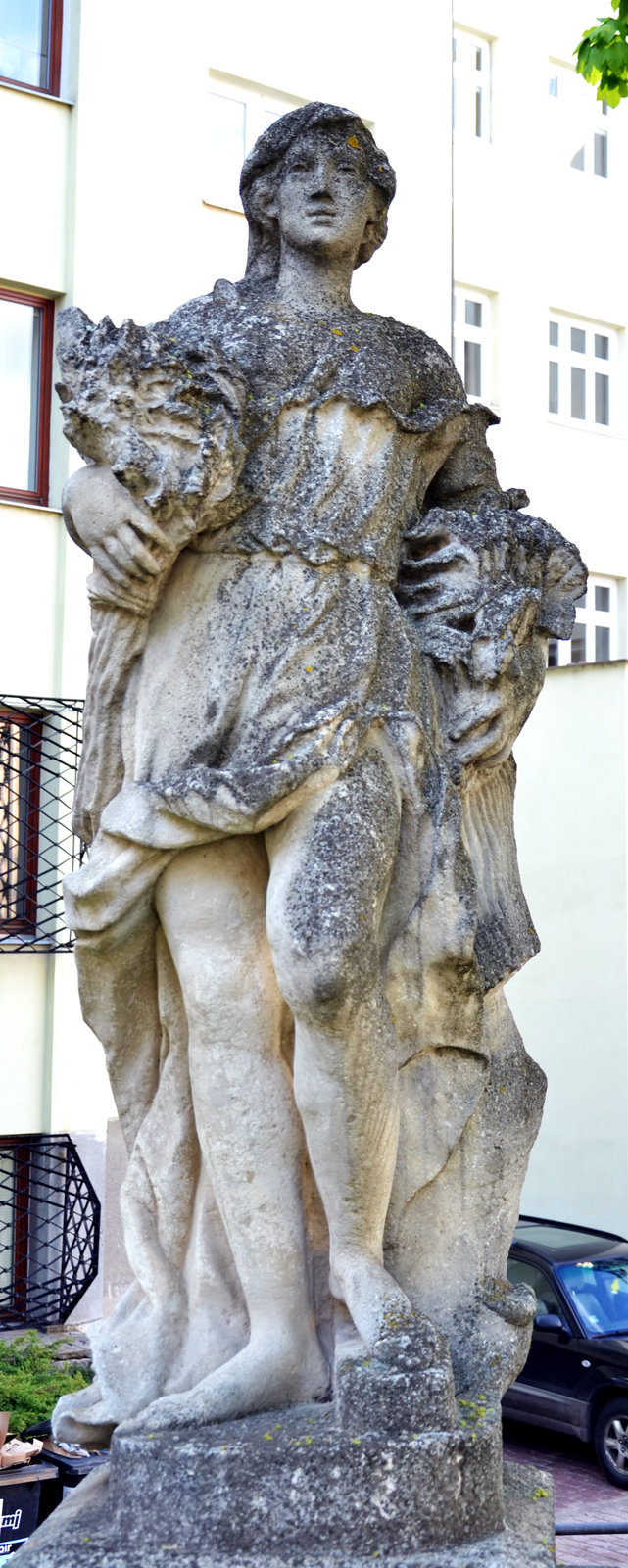
Jan Václav Prchal, alegorie Léta
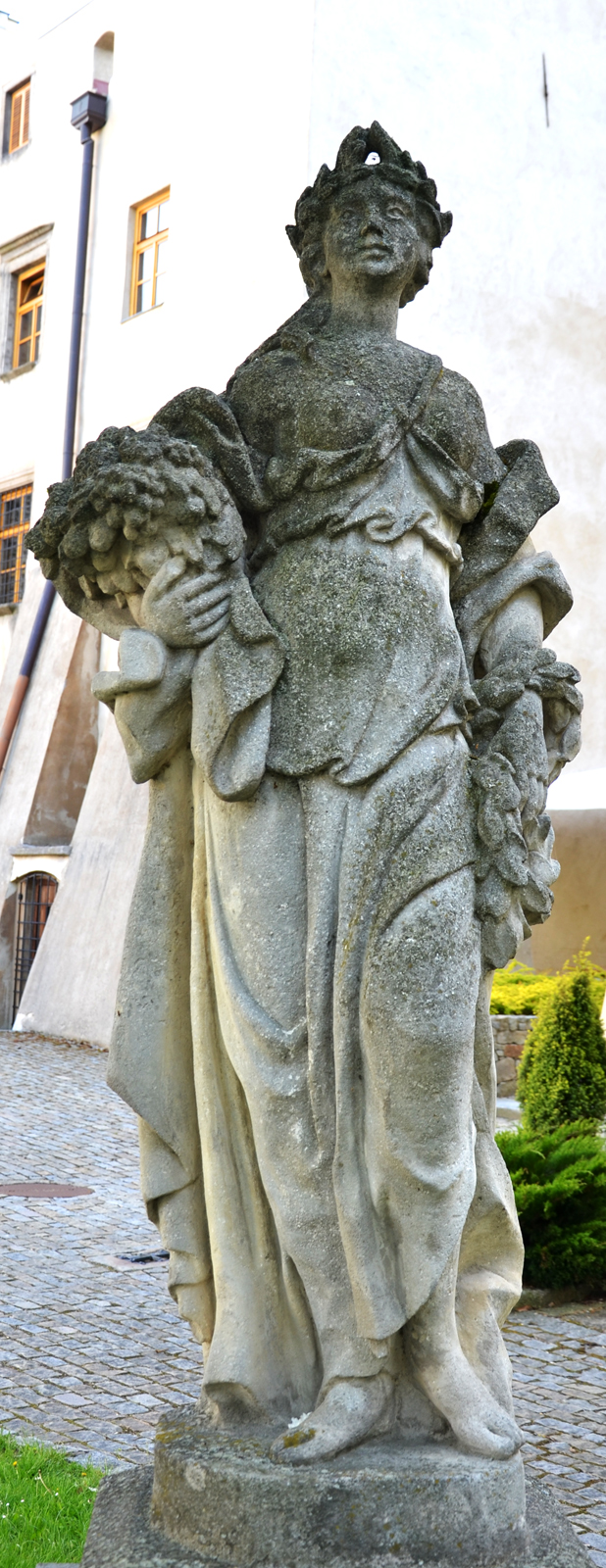
Jan Václav Prchal, alegorie Podzimu
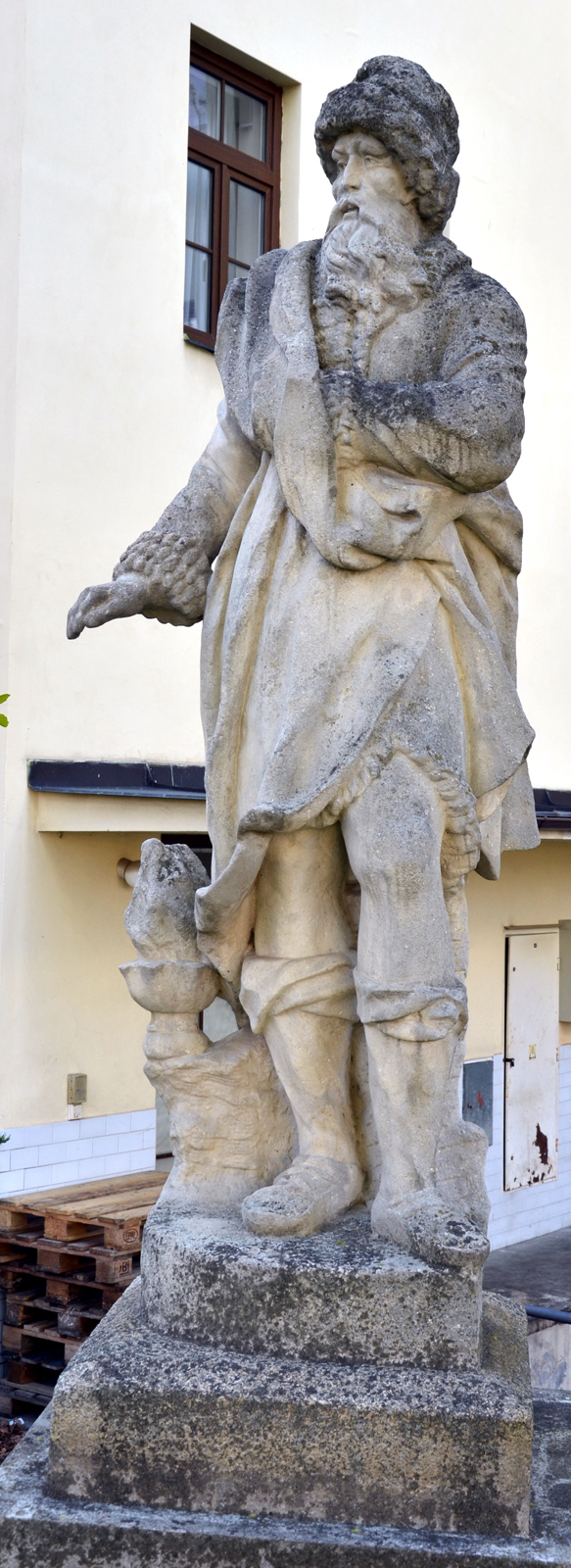
Jan Václav Prchal, alegorie Zimy
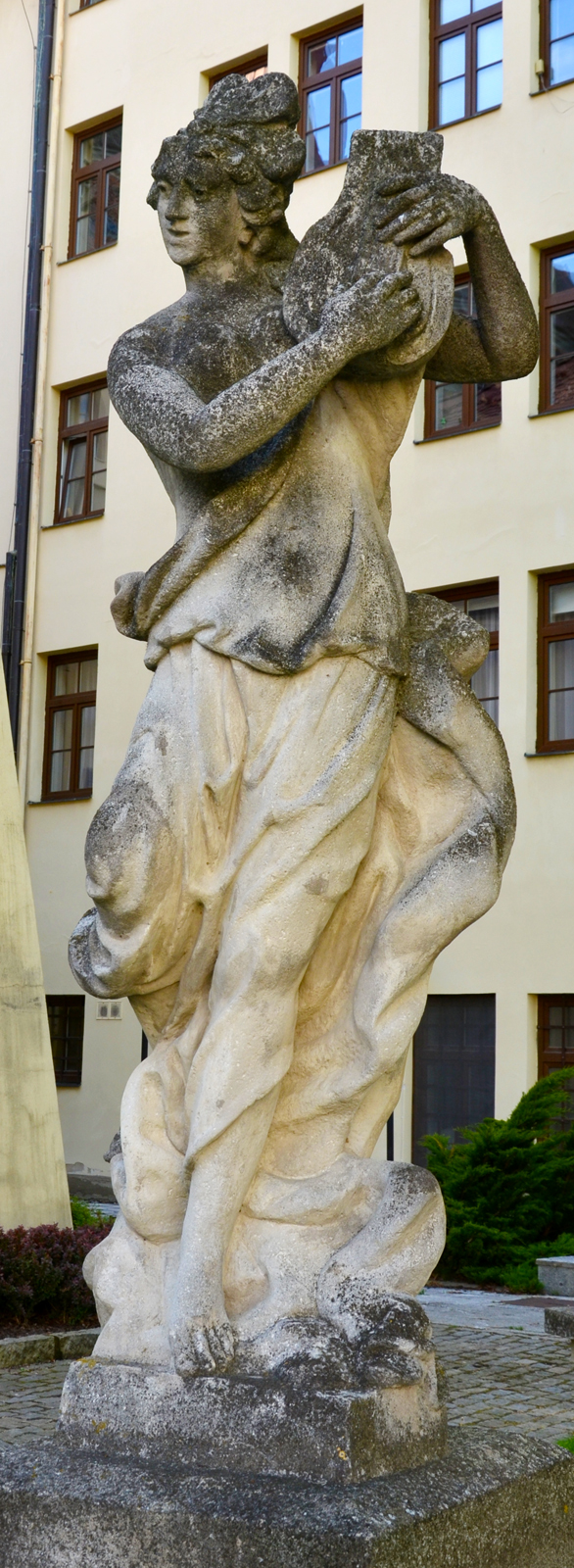
Jan Václav Prchal, alegorie Hudby
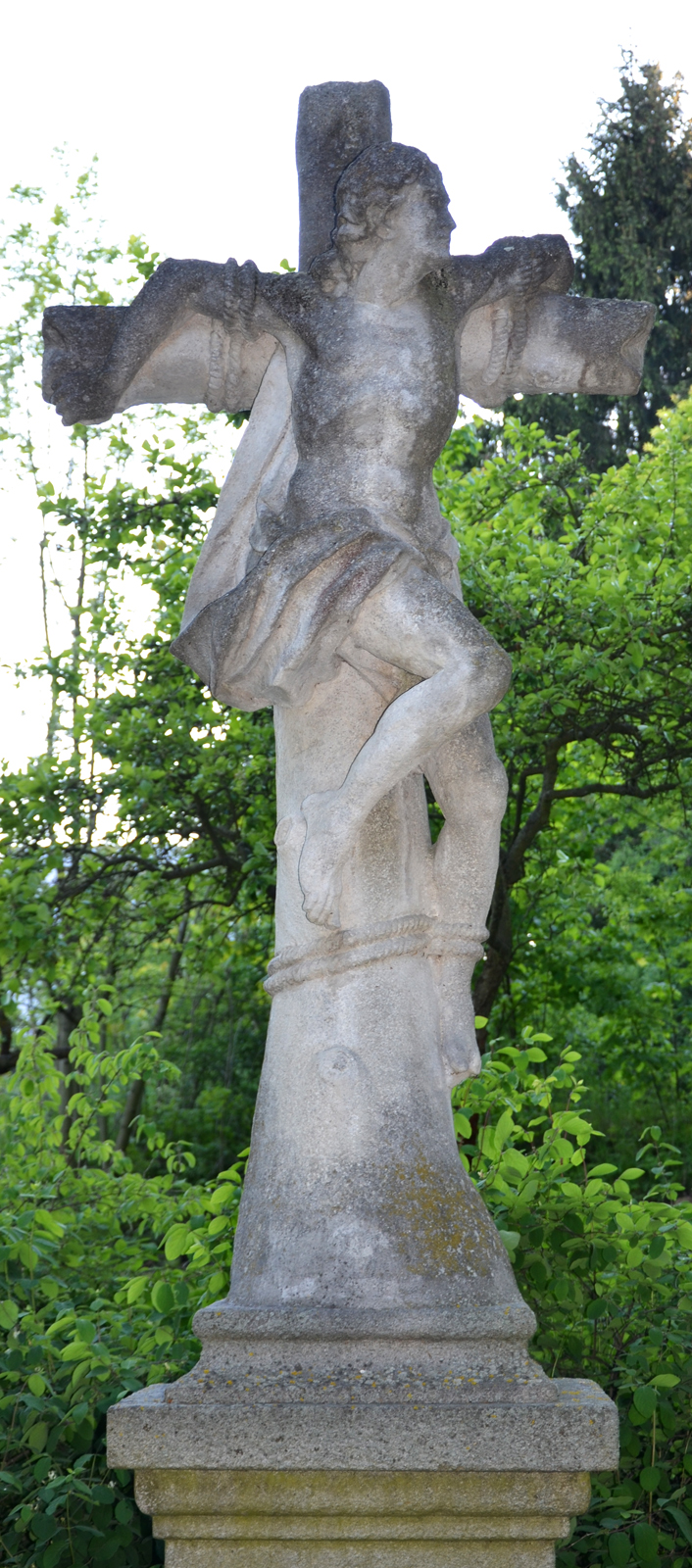
Jan Václav Prchal, Kalvárie
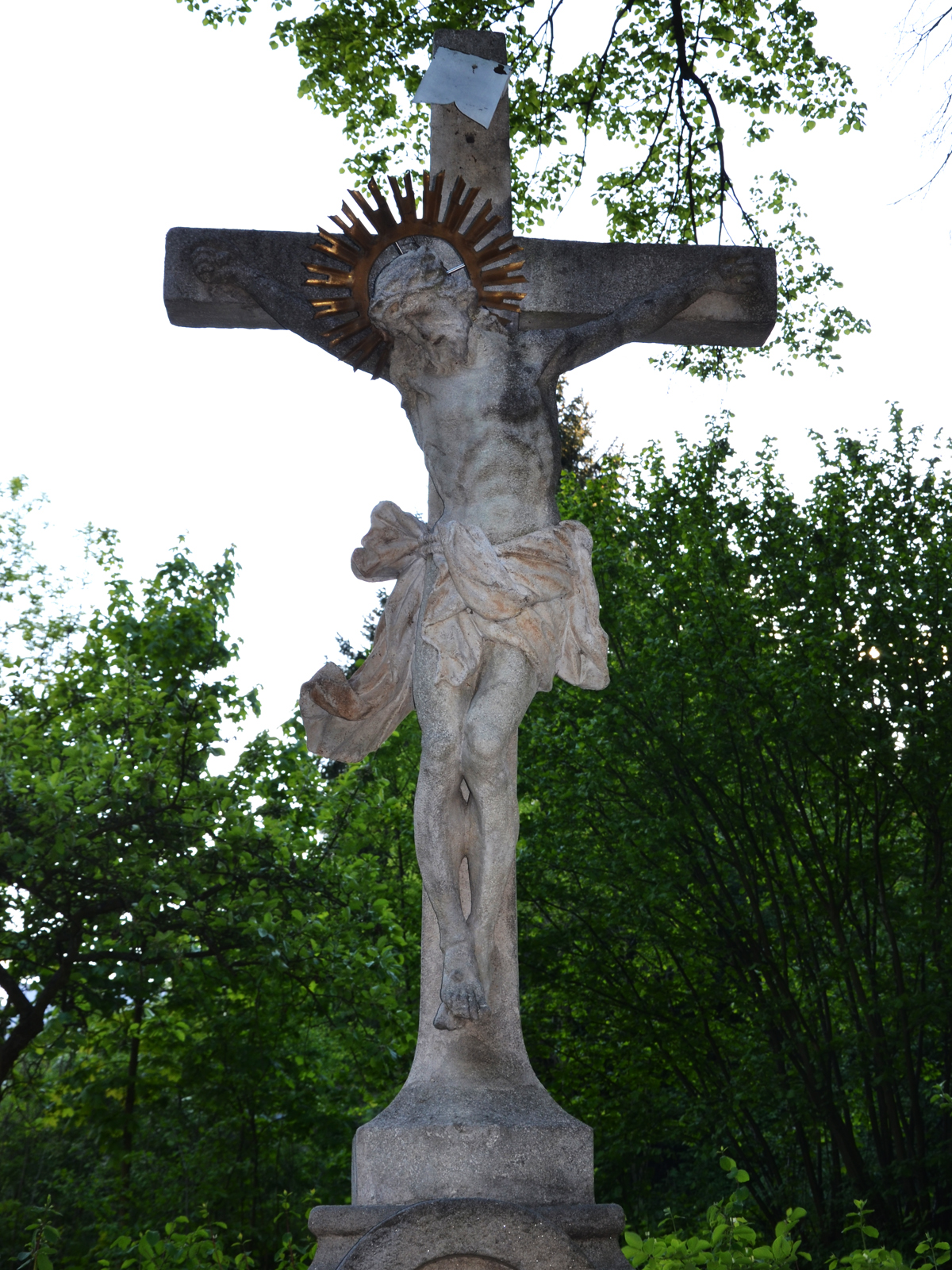
Jan Václav Prchal, Kalvárie
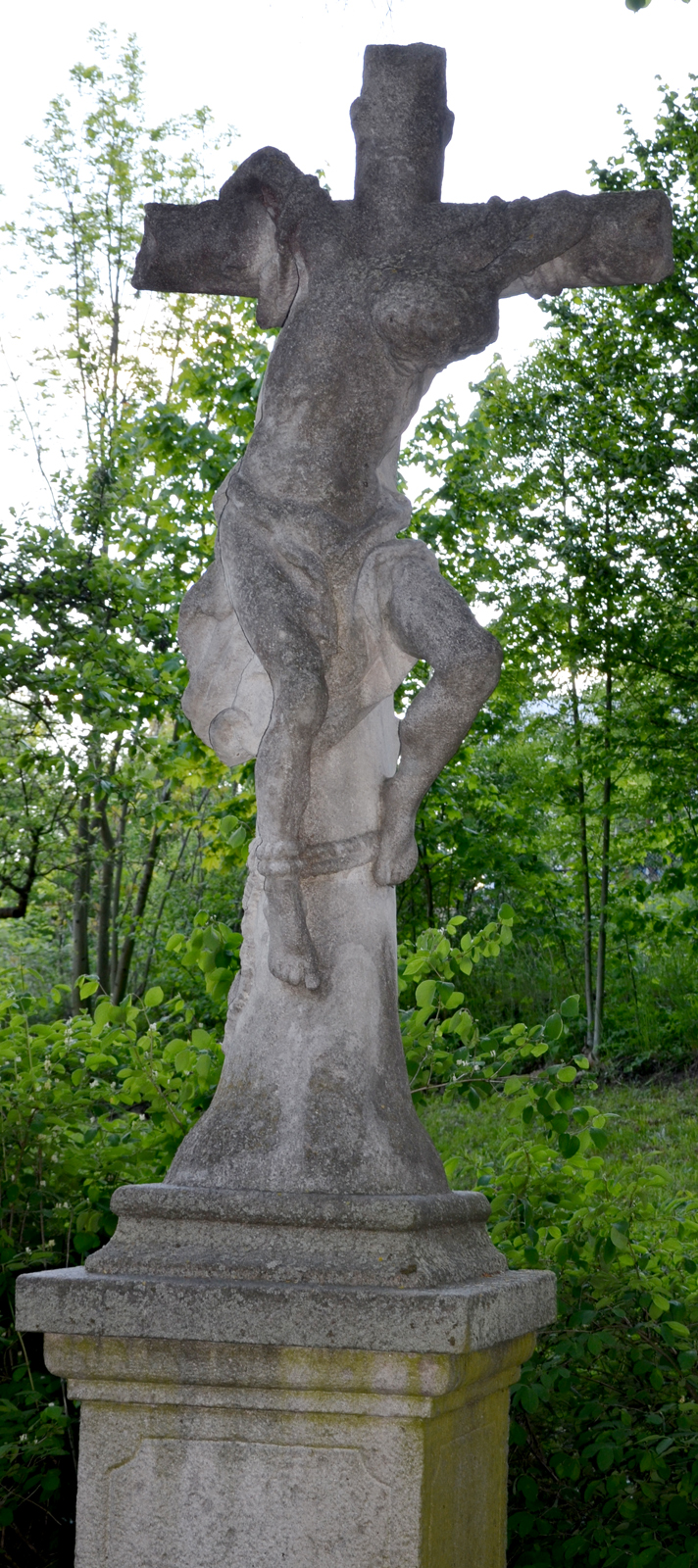
Jan Václav Prchal, Kalvárie